# Jun Ji-hyun
Jun Ji-hyun, nascida Wang Ji-huyn (Hangul: 전지현, Hanja:全智賢; Seul, 30 de outubro de 1981) é uma atriz e modelo sul coreana. Conhecida por desempenhar o papel "The Girl" na comédia romântica My Sassy Girl em 2001, uma das comédias que atingiu o maior numero nas bilheteiras na Coreia de todos os tempos. Outros filmes notáveis incluem Il Mare (2000), Windstruck (2004) e Dodukdeul (2012). Na TV, ficou conhecida por interpretar a superstar Cheon Song-yi na série My Love from the Star (2014). Ela é considerada uma das mulheres mais bonitas da Coréia. Ji-hyun começou a sua carreira como modelo de publicidade e atriz de televisão. O seu primeiro filme foi realizado em 1999, (White Valentine).

## Carreira
Wang Ji-hyun nasceu em Seul, na Coréia do Sul. Seu sonho de infância era se tornar uma comissária de bordo, mas com 16 anos, foi descoberta na rua por uma editora de moda. Usando o nome artístico de Jun Ji-hyun, ela começou sua carreira como modelo na Ecole Magazine em 1997. 
Embora tenha feito sua estreia no cinema com White Valentine em 1999, foi sua participação em um comercial televisivo de impressoras Samsung (Que usou um remix da poema-vocal de 1993 "So Get Up" pelo artista californiano  Ithaka Darin Pappas) que a tornou uma sensação popular. A dança e a atitude expressa no anúncio, aos gritos de Ithaka de Get Up! Go Insane!, a tornou um ícone para os jovens coreanos. 
Com a comédia romântica My Sassy Girl, Jun tornou-se um enorme sucesso em toda a Ásia. O filme passou duas semanas em 1º lugar em Hong Kong, transformou-a na estrela mais reconhecível da Coreia no mercado de língua chinesa. Ela também ganhou como Melhor Atriz no Grand Bell Awards 2002.
No fim de 2013, 14 anos após Happy Together (1999), Jun fez seu tão aguardado retorno à televisão na série My Love from the Star, no papel da superstar Cheon Song-yi. A série foi um sucesso de audiência, o que provocou tendências da moda, maquiagem e restaurantes.

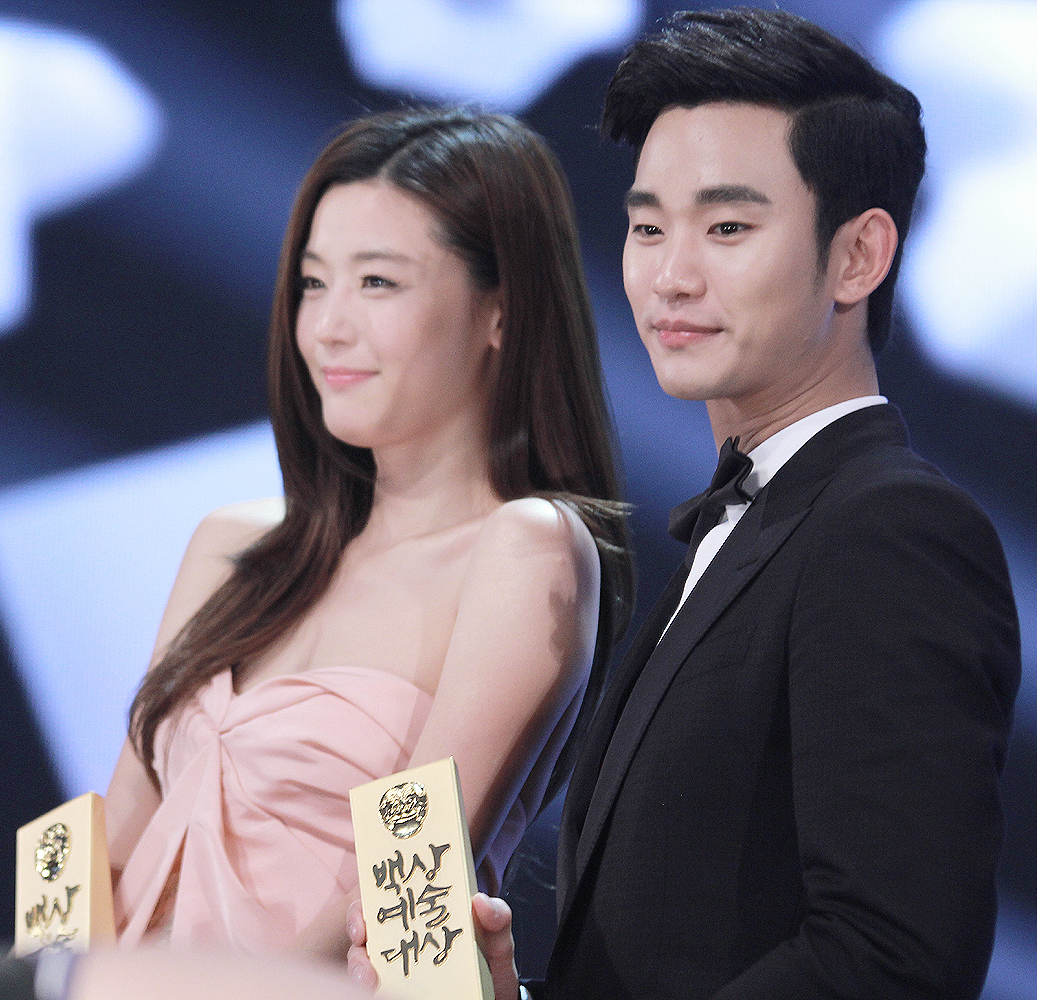
Jun Ji-hyun com o também protagonista de My Love from the Star, Kim Soo-hyun, no PaekSang Arts Awards 2014

## Filmografia

### Cinema
| Ano  | Título                         | Papel              | Ref.   |
| ---- | ------------------------------ | ------------------ | ------ |
| 1999 | White Valentine                | Jung-min           | [ 18 ] |
| 2000 | Il Mare                        | Eun-joo            | [ 19 ] |
| 2001 | My Sassy Girl                  | The Girl           | [ 20 ] |
| 2003 | The Uninvited                  | Yeon               | [ 21 ] |
| 2004 | Windstruck                     | Yeo Kyung-jin      | [ 22 ] |
| 2006 | Daisy                          | Hye-young          | [ 23 ] |
| 2008 | A Man Who Was Superman         | Song Soo-jung      | [ 24 ] |
| 2009 | Blood: The Last Vampire        | Saya Otonashi      | [ 25 ] |
| 2011 | Snow Flower and the Secret Fan | Sophia/Snow Flower | [ 26 ] |
| 2012 | The Thieves                    | Anycall            | [ 27 ] |
| 2013 | The Berlin File                | Ryeon Jung-hee     | [ 28 ] |
| 2015 | Assassination                  | Ahn Ok-yun/Mitsuko | [ 29 ] |

### Séries Televisivas
| Ano         | Título                       | Papel         | Emissora | Ref.          |
| ----------- | ---------------------------- | ------------- | -------- | ------------- |
| 1997        | The Season of Puberty        |               | MBC      |               |
| 1998        | Inkigayo (Popular Music)     | Apresentadora | SBS      | [ 30 ]        |
| 1998        | Fascinate My Heart           | Ga-young      | SBS      | [ 31 ]        |
| 1999        | Happy Together               | Suh Yoon-joo  | SBS      | [ 32 ]        |
| 2013 - 2014 | My Love from the Star        | Cheon Song-yi | SBS      | [ 33 ]        |
| 2016 - 2017 | The Legend of the Blue Sea   | Shim Chung    | SBS      | [ 34 ]        |
| 2021        | Kingdom - Ashin of the North | Ashin         | Netflix  | [ 35 ] [ 36 ] |
| 2021        | Jirisan                      | Seo Yi-kang   | tvN      | [ 37 ]        |

### Participação em Videoclipes
| Ano  | Música                   | Artista(s)              |
| ---- | ------------------------ | ----------------------- |
| 1997 | "Will You Understand"    | Cho Kyu Man             |
| 1999 | "The Beginning of Love"  | Leon Lai                |
| 2000 | "Hey Girl"               | Jang Hyuk (T.J Project) |
| 2000 | "January Love"           | Jang Hyuk (T.J Project) |
| 2002 | "Love Is Always Thirsty" | Yumi                    |

## Prêmios e indicações
| Ano  | Prêmio                                            | Categoria                                         | Trabalho nomeado            | Resultado |
| ---- | ------------------------------------------------- | ------------------------------------------------- | --------------------------- | --------- |
| 1999 | Baeksang Arts Awards                              | Melhor Atriz Revelação                            | White Valentine             | Venceu    |
| 1999 | SBS Drama Awards                                  | Estrela Revelação                                 | Happy Together              | Venceu    |
| 2001 | 22nd Blue Dragon Film Awards                      | Melhor Atriz                                      | My Sassy Girl               | Indicado  |
| 2002 | 39th Grand Bell Awards                            | Melhor Atriz                                      | My Sassy Girl               | Venceu    |
| 2002 | 39th Grand Bell Awards                            | Atriz Mais Popular                                | My Sassy Girl               | Venceu    |
| 2006 | 43rd Grand Bell Awards                            | Melhor Atriz                                      | Daisy                       | Indicado  |
| 2012 | 56th Asia-Pacific Film Festival                   | Best Supporting Actress                           | The Thieves                 | Indicado  |
| 2013 | Asian Film Awards                                 | Melhor Atriz                                      | The Thieves                 | Indicado  |
| 2013 | Baeksang Arts Awards                              | Melhor Atriz                                      | The Thieves                 | Indicado  |
| 2013 | 7th Mnet 20's Choice Awards                       | Estrela de Cinema                                 | The Berlin File             | Indicado  |
| 2013 | 17th Puchon International Fantastic Film Festival | Producer's Choice Award                           | The Thieves The Berlin File | Venceu    |
| 2013 | 33rd Korean Association of Film Critics Awards    | Melhor Atriz                                      | The Berlin File             | Indicado  |
| 2014 | Baeksang Arts Awards                              | Grande Prêmio (Daesang) da TV                     | My Love from the Star       | Venceu    |
| 2014 | Baeksang Arts Awards                              | Melhor Atriz (TV)                                 | My Love from the Star       | Indicado  |
| 2014 | Baeksang Arts Awards                              | InStyle Fashionista Award                         | My Love from the Star       | Venceu    |
| 2014 | Korea Tourism Awards                              | Estrela do Turismo Coreano                        | My Love from the Star       | Venceu    |
| 2014 | 41st Korea Broadcasting Awards                    | Melhor Atriz                                      | My Love from the Star       | Venceu    |
| 2014 | 7th Korea Drama Awards                            | Grande Prêmio (Daesang)                           | My Love from the Star       | Indicado  |
| 2014 | 3rd APAN Star Awards                              | Prêmio Top de Excelência, Atriz em Minissérie     | My Love from the Star       | Indicado  |
| 2014 | 3rd APAN Star Awards                              | Estrela Hallyu                                    | My Love from the Star       | Venceu    |
| 2014 | SBS Drama Awards                                  | Grande Prêmio (Daesang)                           | My Love from the Star       | Venceu    |
| 2014 | SBS Drama Awards                                  | Prêmio Top de Excelência, Atriz em Drama Especial | My Love from the Star       | Indicado  |
| 2014 | SBS Drama Awards                                  | PD Award                                          | My Love from the Star       | Venceu    |
| 2014 | SBS Drama Awards                                  | Top 10 Stars                                      | My Love from the Star       | Venceu    |
| 2014 | SBS Drama Awards                                  | Melhor Casal (com Kim Soo-hyun)                   | My Love from the Star       | Venceu    |
| 2015 | 24th Buil Film Awards                             | Melhor Atriz                                      | Assassination               | Indicado  |
| 2015 | 6th Korean Popular Culture and Arts Awards        | President's Award                                 | —                           | Venceu    |
| 2015 | 52nd Grand Bell Awards                            | Melhor Atriz                                      | Assassination               | Venceu    |
| 2015 | 36th Blue Dragon Film Awards                      | Melhor Atriz                                      | Assassination               | Indicado  |
| 2016 | 2016 Max Movie Awards                             | Melhor Atriz                                      | Assassination               | Venceu    |
| 2016 | 52nd Baeksang Arts Awards                         | Melhor Atriz                                      | Assassination               | Pendente  |